# Jacques Saunière
Jacques Saunière, fullständigt namn Jacques Saunière Saint-Clair, är en litterär figur i Dan Browns bästsäljande spänningsroman Da Vinci-koden (2003). Han är museiintendent på Louvren i Paris, stormästare för det hemliga sällskapet Prieuré de Sion och farfar till Sophie Neveu. Innan han mördades i museet av albinomunken Silas (lejd av Sir Leigh Teabing), avslöjade han falsk information till Silas om prioratets nyckelsten, vilken innehåller information om den verkliga platsen för den heliga graal. Efter att ha blivit skjuten i magsäcken använder han de sista minuterna av sitt liv till att ordna en rad ledtrådar för hans barnbarn, Sophie, för att hon skall kunna nysta upp mysteriet kring hans död och bevara hemligheten förvarad av Prieuré de Sion. Sophie hade som ung sett Saunière utföra en sexuell ritual (Hieros Gamos) med hennes farmor Marie Chauvel, så Sophie är rasande på honom (antagligen delvis för att Sophie inte visste vem kvinnan var då). Även om hans barnbarns ilska gör att hon aldrig vill prata med honom igen, förstår hon sanningen efteråt.
Trots att Saunières del i romanen är liten är han den som sätter händelserna i rörelse. Saunières namn kan vara baserat på Berenger Saunière, en verklig person som i stor utsträckning nämns i boken Heligt blod, helig Gral. I filmatiseringen av Da Vinci-koden spelades Saunière av Jean-Pierre Marielle.